# Michael Poulsen (regatista)
Michael Poulsen es un deportista danés que compitió en vela en la clase Flying Dutchman. Ganó una medalla de oro en el Campeonato Mundial de Flying Dutchman de 1985.

## Palmarés internacional
| \| Campeonato Mundial \| Campeonato Mundial \| Campeonato Mundial \| Campeonato Mundial \| \| Año \| Lugar \| Medalla \| Clase \| \| ------------------ \| ------------------ \| ------------------ \| ------------------ \| \| 1985 \| Gargnano (Italia) \| Medalla de oro \| Flying Dutchman \| |                   |                |                 |
| Campeonato Mundial |                   |                |                 |
| Año | Lugar             | Medalla        | Clase           |
| 1985 | Gargnano (Italia) | Medalla de oro | Flying Dutchman |